# Hossein Shahabi
Hossein Shahabi (persisk: حسین شهابی, født 1967 i Tabriz, Iran, død 22. januar 2023) var en iransk filminstruktør, forfatter og filmproducent. I 2013 blev hans film The Bright Day nomineret til Den Gyldne Astor Award ved den internationale filmfestival Mar del Plata, Argentina.

## Filmografi
- The Sale (2014)
- The Bright Day (2013)
- For the Sake of Mahdi (2012)
- Photo (2001)
- Wars og Treasure (2000)